# Kijewo Królewskie (gemeente)
De gemeente Kijewo Królewskie is een landgemeente in het Poolse woiwodschap Koejavië-Pommeren, in powiat Chełmiński.
De zetel van de gemeente is in Kijewo Królewskie.
Op 30 juni 2004 telde de gemeente 4274 inwoners.

## Oppervlakte gegevens
In 2002 bedroeg de totale oppervlakte van gemeente Kijewo Królewskie 72,19 km², waarvan:
- agrarisch gebied: 90%
- bossen: 2%

De gemeente beslaat 13,68% van de totale oppervlakte van de powiat.

## Demografie
Stand op 30 juni 2004:
| Omschrijving                   | Totaal | Totaal | Vrouwen | Vrouwen | Mannen | Mannen |
| ------------------------------ | ------ | ------ | ------- | ------- | ------ | ------ |
| eenheid                        | aantal | %      | aantal  | %       | aantal | %      |
| inwoners                       | 4274   | 100    | 2156    | 50,4    | 2118   | 49,6   |
| bevolkingsdichtheid (inw./km²) | 59,2   | 59,2   | 29,9    | 29,9    | 29,3   | 29,3   |

In 2002 bedroeg het gemiddelde inkomen per inwoner 1376,87 zł.

## Administratieve plaatsen (sołectwo)
- Bajerze
- Bągart
- Brzozowo
- Dorposz Szlachecki
- Kiełp
- Kijewo Królewskie
- Kijewo Szlacheckie
- Szymborno
- Trzebcz Królewski
- Trzebcz Szlachecki
- Watorowo

## Aangrenzende gemeenten
Chełmno, Chełmno, Chełmża, Łubianka, Papowo Biskupie, Stolno, Unisław
- Virtual International Authority File: 167231316